# Sunkaen
Sunkaen is een bestuurslaag in het regentschap Timor Tengah Utara van de provincie Oost-Nusa Tenggara, Indonesië. Sunkaen telt 402 inwoners (volkstelling 2010).